# Universidad Externado de Colombia

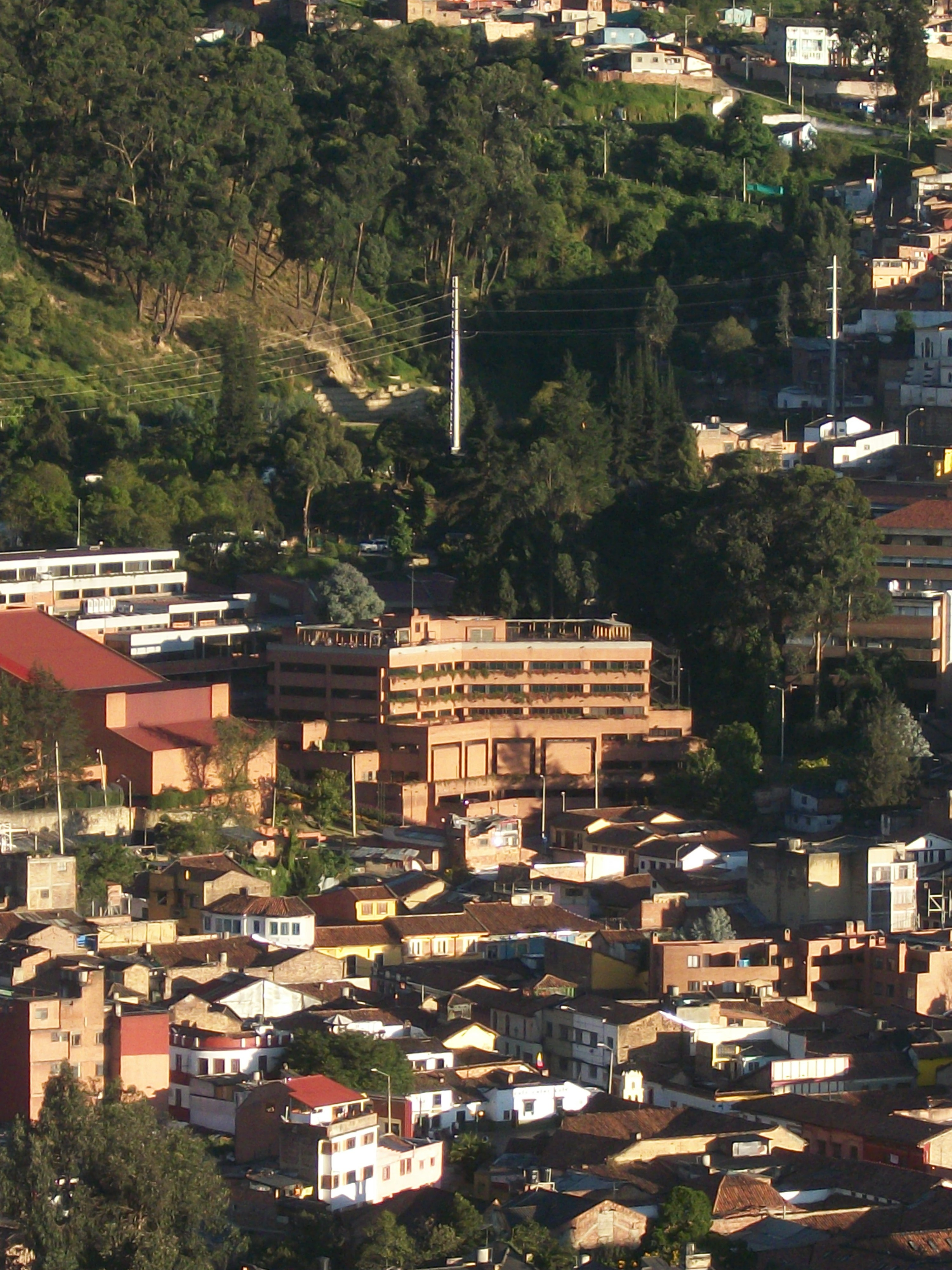
Universidad Externado de Colombia

Die Universidad Externado de Colombia (Kürzel: UExt, deutsch Externat-Universität von Kolumbien) ist eine private Hochschule in der kolumbianischen Hauptstadt Bogotá, die sich der Lehre und Forschung der Sozialwissenschaften mit einer humanistischen Konzeption widmet. Sie wurde von Nicolás Pinzón Warlosten im Jahr 1886 als Rechtsfakultät gegründet, als Reaktion auf die Bildungsbeschränkungen während der Diktatur des La Regeneración, als die liberalen Kräfte 1885 die Macht verloren und Konservativen die Regierung stellten. Sie erhielt 1958 den vollen Universitätsstatus.

## Geschichte
Die Universität wurde am 15. Februar 1886 von dem jungen Juristen und Pädagogen Nicolás Pinzón Warlosten ins Leben gerufen. Mit Unterstützung einer Gruppe berühmter Persönlichkeiten sowie Intellektuellen der radikalen Liberalismusbewegung Kolumbiens propagierte sie von Beginn an das freie Studium und das der liberalen Ideen. Sie gewährte Studenten aus allen Regionen des Landes Zulassung, respektierte religiöse Glaubensbekenntnisse und politische Ideologie und förderte Toleranz als Formel für ein friedliches Zusammenleben innerhalb der Heterogenität.
Die Universität wurde „Externado“ genannt, weil die neue Einrichtung damals von den fortschrittlichsten europäischen Bildungszentren beeinflusst wurde, die sich dem „alten System des Internats widersetzte, welche eine Schule mittelalterlichen Ursprungs war, die zum Katechismus neigte und die für die autonome Persönlichkeitsentwicklung ungeeignet war“. Das Externado implizierte daher Offenheit, Studien- und Lehrfreiheit. Die bisherigen Rektoren waren Nicolás Pinzón Warlosten (1886 – 1895), Diego Mendoza Pérez (1918 – 1933), Ricardo Hinestrosa Daza (1933 – 1963), Fernando Hinestrosa (1963 – 2012); Juan Carlos Henao ist der aktuelle Rektor (seit 2012).

## Mission
Die Tätigkeit des Externado entwickelt sich innerhalb einer pluralistischen Philosophie, die allen Gedankenströmen offen steht, dem Dogmatismus fremd ist und alle religiösen Glaubensbekenntnisse und politischen Ideologien respektiert.
Das Externado de Colombia betrachtet die Lebensfähigkeit Kolumbiens als Nation mit Zuversicht und setzt sich für die Förderung der nationalen Identität ein. Sie unterstützt die Integration mit lateinamerikanischen Ländern als Garantie für eine bedeutende Präsenz auf der internationalen Bühne und fördert die Zusammenarbeit mit Universitäten auf der ganzen Welt.
Innerhalb des liberalen Geistes, der sie belebt, verfolgt die Externado de Colombia das Ideal der Freiheit als das unveräußerliche Recht des Menschen Vertrauen in die Demokratie haben. Sie kämpft für die Verbesserung des sozialen Rechtszustands, für die Suche nach Gleichheit auf sozialer und wirtschaftlicher Ebene und für die Achtung der Grundrechte.
2005 richtete die UNESCO an der Universität einen Lehrstuhl für Menschenrechte, Gewalt, öffentliche Ordnung und Regierungsführung ein.
Der Campus befindet sich am östlichen Rand des Stadtteils La Candelaria in Bogotá, gleichsam historisches, politisches und kulturelles Zentrum von Kolumbien, am Fuße des Guadalupe-Hügels. Er hat eine Fläche von 65.000 Quadratmetern, umgeben von Gärten und Wäldern und elf Gebäuden mit moderner Infrastruktur für das akademische Leben.

## Fakultäten
- School of Management
- Erziehungswissenschaften
- Sozial- und Humanwissenschaften
- Soziale Kommunikation
- Öffentliches Rechnungswesen
- Kulturdekanat
- Rechtswissenschaften
- Wirtschaftswissenschaften
- Studien zum kulturellen Erbe
- Tourismus- und Hotelbetriebswirtschaft
- Finanzen, Regierung und internationale Beziehungen